# Poa timoleontis
Poa timoleontis är en gräsart som beskrevs av Theodor Heinrich von Heldreich och Pierre Edmond Boissier. Poa timoleontis ingår i släktet gröen, och familjen gräs. Inga underarter finns listade i Catalogue of Life.